# Куру (космодром)
Гвианский космический центр (фр. Centre spatial guyanais), международное название FRENCH GUIANA (сокр. FRGUI) — космодром, расположенный во французском департаменте Гвиана в северо-восточной части Южной Америки на побережье Атлантического океана, в полосе территории длиной 60 км и шириной 20 км между городами Куру и Синнамари, в 50 км от административного центра департамента, города Кайенна. Разговорное название — космодром Куру́ (фр. Kourou).
Совместно эксплуатируется Европейским космическим агентством и французским Национальным центром космических исследований.
Услуги по запуску спутников на ракетах «Vega», «Союз» и «Ariane-5» с космодрома предоставляет компания Arianespace.
Запуски российских ракет с космодрома «Куру» проводились в рамках сотрудничества Роскосмоса и Европейского космического агентства. С марта 2022 года пуски российских ракет были прекращены.

## История
В 1964 году правительство Франции выбрало Куру из 14 представленных проектов расположения космодрома. Его строительство Франция начала в 1965 году по инициативе Французского космического агентства (CNES). 
Первый запуск с космодрома в Куру был осуществлён 9 апреля 1968 года.
В 1975 году, когда образовалось Европейское космическое агентство (ЕКА), французское правительство предложило ЕКА использовать космодром Куру для европейских космических программ. ЕКА, рассматривая космодром Куру как свою составную часть, финансировало модернизацию пусковых площадок Куру под программу космических кораблей «Ариан». Первый запуск ракеты-носителя «Ариан» был осуществлён в 1979 г. С тех пор было реализовано 216 успешных запусков ракет данной серии. В настоящее время основные пусковые площадки космодрома являются собственностью ЕКА.
С тех пор ЕКА продолжает финансировать две трети годового бюджета космодрома, который идёт на текущее обслуживание полётов и поддержание сервиса космодрома на современном уровне. ЕКА также финансирует новые проекты на космодроме, такие как пусковые комплексы и промышленные предприятия, которые требуются для запуска новых носителей, таких как «Вега» или для использования «Союзами».
В 2015 году был подписан контракт на строительство стартового комплекса для РН Ariane 6 стоимостью 600 млн евро. 28 сентября 2021 года ЕКА объявило о завершении его создания. Комплекс состоит из стартовой площадки с двумя газоотводными каналами, мобильной башни обслуживания и сборочного цеха ракеты-носителя. Стартовая площадка имеет глубину 28,5 метров и ширину 200 метров, а общая масса стартового стола оценивается в 700 тонн. Высота башни обслуживания ракеты составляет 90 метров, ширина — 50 метров, а ее масса оценивается в 8200 тонн. Цех горизонтальной сборки ракеты, длиной 112 метров, находится примерно в одном километре от стартовой зоны.
Проект «Союз» в Гвианском космическом центре стартовал в 2003 году. Через два года началось строительство стартового комплекса, а первый старт «Союза» с новой площадки состоялся в 2011 году. С тех пор пуски осуществлялись ежегодно. В последние годы российские ракеты обеспечивали от седьмой до третьей части загрузки космодрома; в 2021 г. из Гвианского космического центра стартовало в общей сложности семь ракет, в том числе один «Союз».
24 февраля 2022 года США и Евросоюз ввели санкции против российской космической отрасли. В ответ на санкции США и Евросоюза глава «Роскосмоса» Д. Рогозин объявил о прекращении запусков ракет «Союз» из Гвианского космического центра. Все российские специалисты вернулись на родину.
Стартовый комплекс для "Союзов" на Куру могут перестроить под европейские ракеты.

## Возможности для космических запусков
Космодром Куру расположен на широте 5°3', около 500 км к северу от экватора, что позволяет космодрому быть оптимальным местом для запуска спутников на геостационарную орбиту.
Благодаря своему географическому расположению европейский космопорт Куру даёт возможность для угла запуска в 102°, что позволяет производить пуски в широком диапазоне траекторий, востребованных для различных целевых задач.
Высокий уровень эффективности космодрома привлекает к нему европейских клиентов, а также клиентов из Соединённых Штатов, Японии, Канады, Индии, Бразилии и Азербайджана.
В 2007 году на космодроме начаты работы по строительству площадок для пуска российских ракет «Союз-2». Первый запуск российской ракеты-носителя Союз-СТБ произведён 21 октября 2011 года. Следующий запуск российской ракеты-носителя класса Союз-СТА состоялся 17 декабря 2011 года.
По состоянию на 2015 год ЕКА инвестировало более 1,6 миллиарда евро в улучшение и развитие наземной инфраструктуры. ЕКА владеет возможностями для запуска носителей «Ариан», включая здания по подготовке носителей и спутников, инфраструктурой по управлению запусками, а также заводом по производству твёрдого топлива.

## Основные объекты

### Пусковые комплексы
- ELV (CECLES/ELA-1) — РН легкого класса Вега
- ELA-2 — РН среднего класса Ариан-4 (эксплуатация завершена в 2003 году)
- ELA-3 — РН тяжелого класса Ариан-5
- ELS[англ.]/(фр. Ensemble de Lancement Soyouz) — РН среднего класса Союз-2 (эксплуатация комплекса прекращена в марте 2022)[3]

### Вспомогательные объекты
- Завод по производству жидкого кислорода.
- Завод по производству жидкого водорода.
- Завод по производству твёрдого топлива для РН «Ариан 5».
- Здание подготовки ракет-носителей.
- Здание заключительной сборки.
- Технический центр.

## Безопасность
Важной чертой космодрома является его безопасность. Французская Гвиана слабо заселена. Свыше 90 % её территории покрыто экваториальными лесами. Кроме того, Французская Гвиана лишена риска ураганов и землетрясений. Также специально для обеспечения безопасности космодрома здесь расквартирован 3-й пехотный полк французского Иностранного легиона.

## Некоторые недавние запуски
- 5 октября 2007 года — ракета-носитель Ariane-5 GS вывела на орбиту спутники Intelsat 11 и Optus D2.
- 22 декабря 2007 — ракета-носитель Ariane-5, в 21:42 по Гринвичу, вывела на орбиту первый в истории африканский спутник.
- 9 марта 2008 года — европейская ракета-носитель Ariane 5 вывела на орбиту ATV (Automated Transfer Vehicle) Jules Verne «Жюль Верн».
- 18 апреля 2008 — европейская ракета-носитель Ariane-5 вывела на орбиту Vinasat-1 — первый вьетнамский спутник.
- 14 августа 2008 — европейская ракета-носитель Ariane-5 вывела на орбиту спутники Superbird 7 для японской компании Mitsubishi Electric Corporation и AMC-21 для компании SES Americom.
- 20 декабря 2008 — европейская ракета-носитель Ariane-5 вывела на орбиту спутники Hot Bird 9 и W2M для компании Eutelsat.
- 14 мая 2009 года — Ariane 5 вывела на орбиту астрономические спутники Гершель и Планк[15].
- 1 июля 2009 — европейская ракета-носитель Ariane-5 вывела на орбиту TerreStar-1, самый тяжёлый (на момент запуска) коммерческий телекоммуникационный спутник[16].
- 21 октября 2011 года — ракета-носитель «Союз-СТБ» вывела на орбиту два спутника для европейской спутниковой навигационной системы Galileo — «Тиис» и «Наталия». Два космических аппарата отделились от разгонного блока «Фрегат-МТ», и выведены на круговую околоземную орбиту высотой 23,2 тысячи километров и наклонением 54,7 градуса.
- 17 декабря 2011 — ракета-носитель Союз-СТ вывела на орбиту 6 спутников — спутник Pléiades-1 «двойного назначения» для оптической разведки, четыре военных микроспутника ELISA для радиоэлектронной разведки, а также чилийский аппарат дистанционного зондирования Земли SSOT.[17]
- В ночь с 7 на 8 февраля 2013 года — ракета-носитель Ariane-5 вывела на орбиту первый азербайджанский спутник AzerSat-1
- 25 июня 2013 — российская ракета-носитель «Союз-СТ-Б» стартовала с космодрома Куру с четырьмя телеком-спутниками британской O3b Networks.
- 19 декабря 2013 — российская ракета-носитель «Союз-СТ-Б» вывела на орбиту космический телескоп ЕКА «Gaia»[18]
- 18 мая 2017 года — пуск ракеты-носителя «Союз СТ-А» с разгонным блоком «Фрегат-М» и космическим аппаратом SES-15.
- 28 февраля 2019 в 00:37 мск — успешный запуск российской ракетой-носителем «Союз-СТ» 6-ти первых[19] спутников проекта OneWeb[20].
- 4 апреля 2019 года в 20:03 мск — успешный пуск ракеты-носителя «Союз-СТ-Б» с разгонным блоком «Фрегат-МТ» и выведение на орбиту четырёх люксембургских космических аппаратов O3b[21].
- 20 июня 2019 года в 0:43 мск — успешный пуск РН Ариан-5 с двумя спутниками T-16 и Eutelsat 7-C[22]
- 18 декабря 2019, 08:54:20 UTC (11:54 мск) — пуск РН Союз-СТ-А с четырьмя спутниками и орбитальным телескопом «Хеопс»[23].
- 14 апреля 2020 — пуск РН «Союз СТ-А» (VS24) с РБ Фрегат с разведывательным спутником Объединённых Арабских Эмиратов «Falcon Eye 2»[24].
- 25 декабря 2021 — пуск РН Ariane 5 с крупнейшим в мире орбитальным телескопом James Webb Space Telescope (JWTS)[25].

## Статистика запусков
Хронология всех орбитальных запусков с космодрома Куру с 1970 года в рамках французской и европейской космических программ.

### Запуски по носителю
В разработке:  
   Ариан-6   
В эксплуатации:  
   Ариан-5   
   Союз-СТ   
   Вега   

Сняты с эксплуатации:  
   Диамант   
   Европа-2   
   Ариан-1   
   Ариан-2   
   Ариан-3   
   Ариан-4 

### Запуски по итогам миссии
Успешные  
  Неудачные  
  Частично успешные  
  Запланированные
Последнее обновление 29 апреля 2021 года.

## Планируемые запуски
- Нет информации.